# Wängi
Wängi es una comuna suiza del cantón de Turgovia, ubicada en el distrito de Münchwilen. Limita al norte con las comunas de Matzingen y Stettfurt, al noreste con Lommis, al este con Bettwiesen, al sureste con Münchwilen, al sur con Eschlikon y Bichelsee-Balterswil, y al oeste con Aadorf.

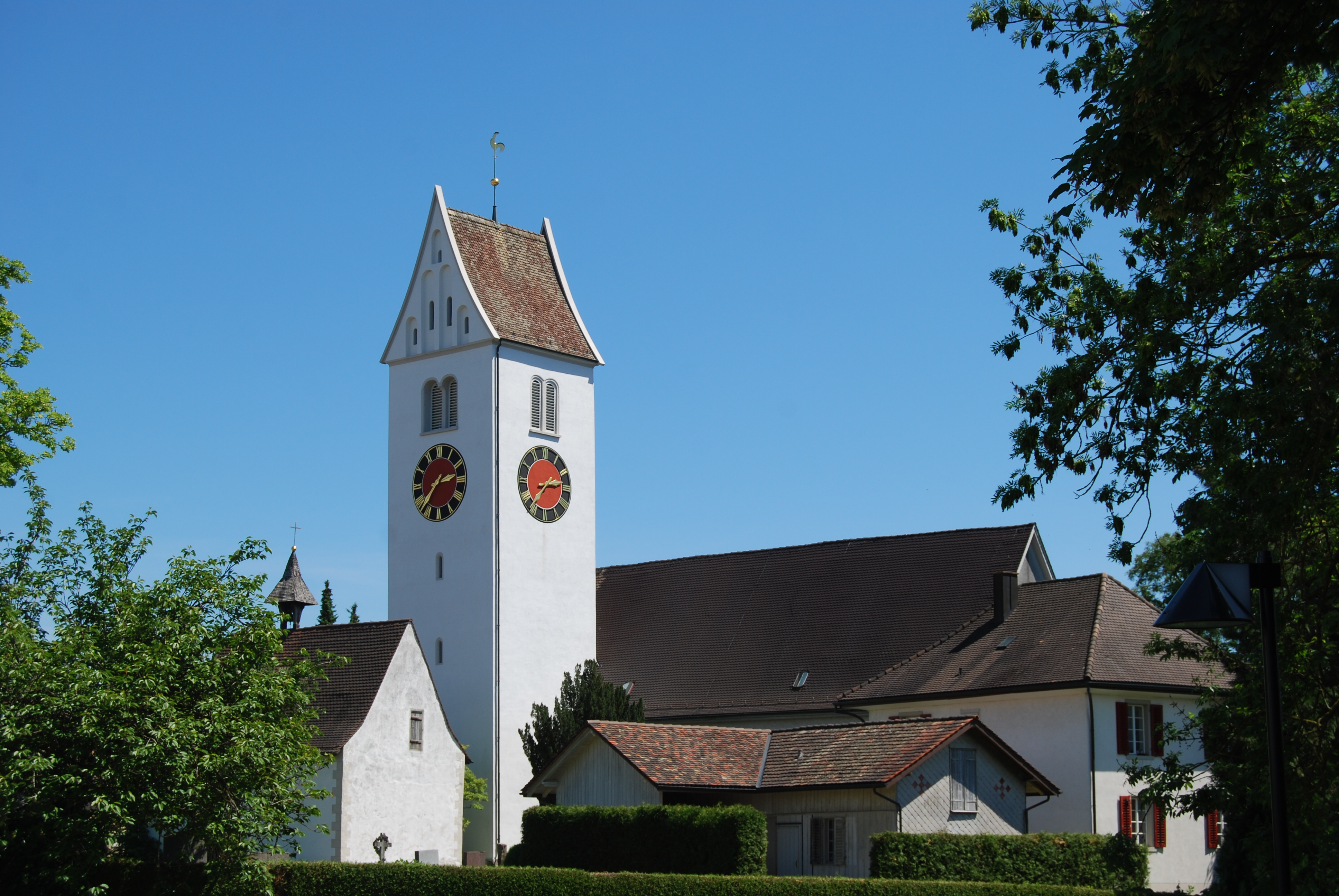
Wängi